# Transcription des hiéroglyphes
 (septembre 2020).
Si vous disposez d'ouvrages ou d'articles de référence ou si vous connaissez des sites web de qualité traitant du thème abordé ici, merci de compléter l'article en donnant les références utiles à sa vérifiabilité et en les liant à la section « Notes et références ».
Ne doit pas être confondu avec Translittération des hiéroglyphes.
Cette page contient des caractères spéciaux ou non latins. S’ils s’affichent mal (▯, ?, etc.), consultez la page d’aide Unicode.

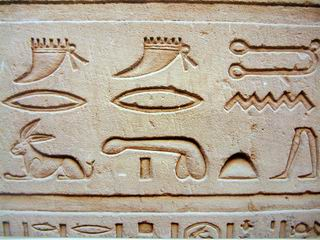
Hiéroglyphes sur les parois du temple de Komombo.

En égyptologie, la transcription des hiéroglyphes est le processus qui tente de reproduire la prononciation des mots à partir des hiéroglyphes de l'égyptien ancien, langue morte depuis longtemps. On a l'habitude de dire qu'il y a autant de règles de transcription des hiéroglyphes qu'il y a d'égyptologues. En d'autres termes, il ne semble pas exister de transcription universelle des hiéroglyphes. Cela s'explique simplement par l'existence d'obstacles difficiles à franchir pour transcrire fidèlement les hiéroglyphes, obstacles qui obligent à des extrapolations qui rendent illégitime toute suprématie d'un système sur un autre.

## Les transcriptions
Il faut cependant différencier les transcriptions courantes, celles que l'on peut rencontrer pour désigner des personnages ou des notions célèbres de l'Antiquité égyptienne — comme pharaon, oudjat, Néfertiti ou ka —, transcriptions figées, ambiguës (un même phonème de l'égyptien sera rendu par un grand nombre de signes différents) et propres à une langue (Néfertiti se dit Nofretete en allemand) des transcriptions scientifiques, utilisées en linguistique et en grammatologie (étude de l'écriture) égyptiennes. Cette seconde, plus rigoureuse, utilise un symbole unique pour un même phonème, même si la valeur de ce phonème n'est pas sûre. 
Le système de notation scientifique peut varier d'une langue à l'autre : il garde cependant une base constante. Son principal défaut est qu'il reste imprononçable : c'est plus une translittération abstraite qu'une transcription indiquant une lecture réelle. La transcription scientifique ne peut être utilisée par le profane, qui ne peut la lire et donc l'apprendre aisément. De plus, elle s'éloigne grandement des usages déjà implantés dans les langues modernes.
On peut ainsi comparer les deux versions des mots cités : pr ʿ3 est la transcription scientifique du mot que l'on écrit pharaon, oudjat se transcrit, entre autres possibilités, wḏ3.t, Néfertiti vaut nfr.t jy(j).tj et ka k3.

## Le problème phonétique
Le système d'écriture des hiéroglyphes est maintenant bien connu. Cependant, même si cela peut paraître contradictoire, la manière dont était prononcée la langue transcrite par les hiéroglyphes (l'égyptien) est difficile à reconstituer, cette langue étant morte depuis des siècles. Les seuls indices dont nous disposons à son sujet sont :
- la langue copte, qui dérive de la langue égyptienne ;
- les textes d'autres langues, dont principalement le grec, qui citent parfois des noms ou des mots égyptiens ;
- la méthode comparative, qui permet d'établir des possibilités de prononciations par l'établissement de concordances avec d'autres langues afro-asiatiques ;
- le système d'écriture lui-même, qui offre des textes fautifs permettant de comprendre que si tel signe a été confondu avec tel autre attendu, c'est que les deux notaient des phonèmes proches.

Pour avoir une idée de la faible fiabilité des citations grecques, il suffit de comparer la façon dont nous transcrivons le nom de la capitale de la Chine (Pékin) avec la romanisation qu'utilisent les Chinois eux-mêmes (Běijīng). Rien ne prouve que les mots égyptiens employés par les Grecs étaient prononcés à la manière égyptienne. De plus, ils ne pouvaient que les adapter à leur propre système phonologique, très éloigné de celui de l'égyptien. Or, nombre de termes égyptiens courants — comme pharaon, oudjat ou les noms de dieux — nous viennent du latin via le grec. On imagine aisément comment ils ont pu être déformés : de l'égyptien au grec, du grec au latin puis du latin au français.
Malgré tout, par regroupement des différentes sources et application des connaissances que l'on a des autres langues afro-asiatiques (comme le copte, l'arabe, l'hébreu, l'akkadien ou encore le haoussa), les égyptologues arrivent à se mettre plus ou moins d'accord sur un certain nombre de sons, et à créer des conventions arbitraires qui ont pour but de permettre aux contemporains de prononcer les mots égyptiens. Car en plus de ces difficultés de transcription des caractères écrits, il faut savoir que, comme dans les systèmes d'écriture sémites, seules les consonnes sont écrites : l'écriture égyptienne est en effet un abjad. Les voyelles, elles, étaient déduites intuitivement (tâche impossible sans une connaissance précise de la langue). Les voyelles du copte peuvent, d'une certaine manière, donner une idée de la vocalisation possible. Il ne faut cependant pas perdre de vue que les sons d'une langue sont en constante évolution : le copte ne peut donner qu'un indice.
Il faut savoir également qu'il n'existait pas de règles orthographiques rigides et donc que certains mots pouvaient, à l'époque, être écrits d'une multitude de façons. Enfin, l'ordre des hiéroglyphes dans un mot n'était pas forcément linéaire. En effet leur ordre pouvait être bouleversé par pur souci esthétique ou pour marquer le respect envers une divinité dont le nom, par exemple, entre dans la composition d'un mot et qui se trouve alors placé en tête. Par exemple, le nom du pharaon Toutankhamon s'écrivait en fait Amon-toutankh. Ceci explique que pour certains pharaons peu connus, nous ne soyons pas certains de l'ordre dans lequel il convient de lire les hiéroglyphes.

## Exemple de transcription non scientifique
|          |        |
| \| \| \| |        |
|          |        |
| i        | mn · n |

| i | mn · n |

|          |        |
| \| \| \| |        |
|          |        |
| i        | mn · n |

| i | mn · n |

Le nom du dieu Amon (voir ci-contre) est composé de trois hiéroglyphes dont on s'accorde à dire qu'il s'agit des phonèmes, tous trois des consonnes, j, m et n (à noter qu'ici j n'est pas un j de Jean ou un j de Jan en néerlandais, mais une « consonne faible », vraisemblablement un « coup de glotte » comparable à la hamza arabe).
Il est évident que ce squelette de consonnes, comparable à celui des radicaux sémitiques, était prononcé avec des voyelles. Le placement de ces voyelles dans le radical consonantique se nomme la vocalisation. L'écriture hiéroglyphique n'ayant pas noté cette vocalisation, ce n'est qu'indirectement qu'on peut la reconstituer, restitution d'autant plus hasardeuse que la valeur des consonnes elle-même n'est pas toujours claire. Par exemple, le j initial est ─ c'est établi ─ une consonne faible dont la prononciation n'a eu que peu d'incidence sur le mot et qui a pu servir à écrire la voyelle /a/ (de la même façon que le aleph hébreu ou le  alif arabe, qui notent la même consonne et qui ont, du reste, donné le alpha grec prononcé /a/). Le seul squelette réel qui reste se limite donc à mn.
Actuellement, ce dieu est dénommé Amon, prononcé /amɔ̃/ par les francophones, /amon/ ailleurs. Cela suppose donc que la vocalisation soit Jamon. Cette vocalisation nous vient des Romains via les Grecs. Les Grecs, en effet, entendaient Ἄμμων ámmôn, que les Romains ont transcrit Ammōn (voire Hammōn). Dans les deux cas, le /o/ est long (et ouvert en grec, c'est-à-dire, en API [ɔː]). Les Coptes, cependant, ont conservé ce mot sous la forme αμουν, qui se lit /amun/ (/u/ = ou de loup). Ces premiers témoignages nous montrent combien la vocalisation est variable d'une langue à l'autre, d'autant plus qu'il existait sans doute des accents différents selon les régions et que les phonèmes évoluent avec le temps. D'autres témoignages rendent l'interprétation du mot encore plus difficile : pour les Babyloniens du XVe au XIIIe siècle avant l'ère chrétienne, le mot se lisait, d'après leurs textes, Amāna (où ā est un /aː/) ou Amānu, Aman dans un mot composé. Quant aux Assyriens des VIIIe et VIIe siècles, ils entendaient Amūnu
De ces témoignages divergents ressortent cependant deux constantes :
- la première voyelle est un /a/ bref ;
- la seconde est longue, son timbre oscillant entre /oː/ et /uː/, deux phonèmes somme toute proches.

Ainsi, vouloir connaître la prononciation réelle d'un mot aussi fréquent que le nom du dieu Amon s'avère impossible. Cela explique pourquoi il n'est pas impossible de trouver, entre autres possibilités, des transcriptions  Imen, Imon, Amen, Amon ou Amun pour le même mot. Cette ambigüité se retrouve en français puisqu'on parle couramment du dieu Amon (avec un o) mais du pharaon  Aménophis (avec un é) alors que le radical jmn est commun aux deux mots. 
Le problème est donc double : 
- il n'est pas toujours possible d'attribuer à chaque signe une valeur unique ;
- il n'est pas possible de connaître de manière précise la vocalisation.

La seule transcription qui puisse faire l'unanimité doit se passer des voyelles : c'est jmn. Elle est scientifique et très abstraite, comme on va le constater.

## Système de transcription scientifique
Cette transcription est utilisée en linguistique, dans l'étude de la langue égyptienne. Elle vise à la plus grande rigueur et s'apparente presque à une translittération. C'est celle que l'on utilise dans les grammaires, les ouvrages scientifiques, des études grammatologiques consacrées au système d'écriture égyptien. À part quelques détails, ce système est international.
Les symboles de la colonne « prononciation restituée » suivent les conventions de l'API ; ce ne sont que des suppositions, parmi celles que les égyptologues retiennent majoritairement. La colonne « prononciation courante » respecte les usages français (la lettre j note donc le phonème initial de jeu, etc.).
| Symboles | Prononc. restituée | Audio Prononc. restituée | Prononc. courante |
| -------- | ------------------ | ------------------------ | ----------------- |
| ȝ, ʾ     | /ʔ/                |                          | a, ă (bref)       |
| j, ỉ     | /j/                |                          | j, i ou ĭ         |
| y, j     | /j/                |                          | ī, î              |
| ꜥ        | /ʕ/                |                          | a ou ā, â (long)  |
| w        | /w/                |                          | u (ou), w         |
| b        | /b/                |                          | b                 |
| p        | /p/                |                          | p                 |
| f        | /f/                |                          | f                 |
| m        | /m/                |                          | m                 |
| n        | /n/                |                          | n                 |
| r        | /r/                |                          | r (roulé)         |
| h        | /h/                |                          | h                 |
| ḥ        | /ħ/                |                          | ḥ arabe           |
| ḫ        | /x/                |                          | jota espagnole    |
| ẖ        | /ç/                |                          | allemand ich      |
| z, s     | /z/ ou /t͡s/        | ·                        | z                 |
| s, ś     | /s/                |                          | s                 |
| š        | /ʃ/                |                          | ch                |
| q, ḳ     | /q/                |                          | qāf arabe         |
| g        | /g/                |                          | g                 |
| t        | /t/                |                          | t                 |
| ṯ, č     | /t͡ʃ/               |                          | tj                |
| d, ṭ     | /tˁ/               |                          | d                 |
| ḏ, č̣     | /t͡ʃˁ/              |                          | dj                |

### Remarques concernant les symboles
Le phonème noté j (ou ἰ dans certains systèmes de transcription) représente un coup de glotte quand il est écrit j / ἰ, un yod (son initial de yourte ) quand c'est y / j (selon le système adopté). En fait, ce coup de glotte ayant évolué en yod avec le temps, il n'est pas aisé de déterminer quelle valeur il adopte. Quand la consonne j (ou, plus rarement, w) est muette et ne s'écrit pas (dans les radicaux tertiæ et quartæ infirmæ, par exemple, ou en tant qu'augment ; consulter l'article sur la langue égyptienne), elle est écrite entre parenthèses : ms(j), « mettre au monde ». En sorte, il existe deux sons d'origine différente notés de manière déconcertante :
- ἰ pour le coup de glotte ;
- j pour le coup de glotte devenu un yod ;
- y pour le yod pur (que l'on décompose en une suite de deux jj, ce qui est souvent le cas dans l'écriture hiéroglyphique).

Dans nombre d'ouvrages — et dans cette encyclopédie —, on écrit les deux facettes du coup de glotte, ἰ et j, de la même manière : ἰr(j) (« faire ») sera donc écrit jr(j).
La consonne ȝ a longtemps été considérée comme un coup de glotte. Or des recherches plus récentes tendent à prouver que c'est plutôt une liquide, un /l/ ou un /r/ roulé. 
Les signes d et ḏ, enfin, sont vraisemblablement des consonnes emphatiques (consulter Phonologie de l'arabe).
Les symboles s / z et s / ś s'utilisent par paire. Un texte qui se servira de z n'utilisera pas ś, et vice versa. Ce qu'un égyptologue écrira zȝ correspondra donc à ce qu'un autre écrira sȝ.

### Conventions de lecture et d'écriture
Il existe quelques conventions à connaître. En premier lieu, les mots égyptiens ne sont jamais vocalisés : c'est un des problèmes majeurs de la transcription. Il est cependant courant qu'on force la vocalisation, même s'il n'est pas possible de la déterminer en détail (la comparaison avec le copte permet cependant quelques avancées) en prononçant ȝ, j, ʿ et w, respectivement, /a/, /i/, /ā/ (long), et /u/ (de loup) après des consonnes. Cette convention n'est probablement pas dénuée de sens car, dans nombre de langues afro-asiatiques, ces consonnes servent aussi à noter ces voyelles (ce sont alors des mater lectionis). Quand les phonèmes j et w sont au contact des autres « semi-voyelles », on les prononce comme des consonnes en position initiale ou médiane, comme des voyelles dans les autres cas, de façon à alterner les consonnes et les voyelles. Par exemple, Le mot jȝw sera donc lu /jau/ mais jwȝ sera rendu /iwa/. Quand la succession de consonnes n'utilise pas ces signes, ou en nombre insuffisant, on introduit un /e/ bref pour faciliter la prononciation : nb.t, « dame, maîtresse », pourra être lu /nebet/, nfr, « beau », /nefer/, etc.
Enfin, il existe trois signes auxiliaires que l'on utilise pour représenter des notions grammaticales et morphologiques :
- le trait d'union unit les membres des mots composés : jmn-ḥtp, « Amon-satisfaction » = « Amon en est satisfait », c'est-à-dire Amenhotep, ȝḫ-n-jtn, « éclat du disque solaire (Aton) » Akhénaton, etc. ;
- le point isole les désinences et autres marques casuelles : nfr, « beau », nfr.t, « belle » (.t étant un suffixe de féminin), nṯr, « dieu », nṯr.w, « dieux » (.w est un suffixe de masculin pluriel), etc. ;
- le double trait d'union (codé ici par le signe égal) permet de repérer les suffixes personnels des mots à l'état construit : pr.w=sn, mot à mot « maison.pluriel=à eux », « leurs maisons », sḏm=k, « entends=toi », « tu entends », etc.

### Exemple synoptique
Finalement, la transcription scientifique de l'égyptien est plus que déroutante. Elle se révèle surtout utile aux spécialistes et ne peut en aucun cas se substituer aux usages courants pour les mots connus. On peut citer, à titre d'exemple, la phrase suivante, tirée de la Mittelägyptische Grammatik für Anfänger d'Erhart Graefe (4e édition, chez Harrassowitz, Wiesbaden, 2004) pour montrer la complexité du système : 
| r · S | D19 | A2 | w | y · s | D&d | A2 | d · p · t | F20 | A2 | n · f |

| r · S | D19 | A2 | w | y · s | D&d | A2 | d · p · t | F20 | A2 | n · f |

On pourrait lire cette phrase /reʃwi sed͡ʒed depetenef/, ce qui reste une approximation sans doute très éloignée de la réalité ; la transcription scientifique possède donc cet avantage certain que le problème de la lecture est évacué pour permettre une notation précise de phonèmes dont la réalisation, somme toute, importe peu à l'étude d'une langue si ancienne.